# Уженцев, Сергей Викторович
Сергей Викторович Уженцев (род. в 1976 году) — военнослужащий 12-й отдельной бригады специального назначения, подполковник в отставке, участник второй чеченской войны,Герой Российской Федерации (2000).

## Биография
Родился 19 февраля 1976 года в городе Тюмень.
Службу в Вооружённых силах РФ начал в 1993 году. Поступил в Рязанское высшее воздушно-десантное командное дважды краснознаменное училище имени ленинского комсомола на факультет специальной разведки, в 1994 году факультет специальной разведки был переведен в Новосибирское высшее военное командное училище Новосибирского высшего военного командного училища. Окончил обучение в 15 роте курсантов НВВКУ в 1997 году. Проходил службу в 12-й отдельной бригаде специального назначения ГРУ ГШ в составе Уральского военного округа, которая дислоцировалась в городе Асбест Свердловской области.
В августе 1999 года Сергей Уженцев вместе с своим подразделением прибыл в командировку в Ботлихский район Дагестана в связи с вторжением боевиков в Дагестан. При проведении операций по обезвреживанию бандформирований им был обнаружен автомобиль с вооружёнными террористами. Находившиеся в транспортном средстве боевики при попытке задержания открыли огонь. Благодаря действиям Сергея Уженцева и его подразделения террористы были уничтожены без потерь со стороны федеральных сил.
В сентябре 1999 года, в ходе антитеррористической операции в Дагестане, при проведении поисково-засадных действий в районе г.Басхойлам один из бойцов группы задел установленную террористами растяжку. Когда Сергей Уженцев услышал звук срабатываемого запала, он подал команду «Ложись!», при этом закрыв собой командира группы. Он получил около десяти ранений осколками. Остальные разведчики группы не пострадали. Их жизнь была спасена действиями Сергея Уженцева.
За мужество и героизм, проявленные в контртеррористической операции на Северном Кавказе, Указом Президента Российской Федерации от 24 октября 2000 года капитану Уженцеву Сергею Викторовичу присвоено звание Героя Российской Федерации.

## Награды и звания
- Герой Российской Федерации 24 октября 2000 года. Медаль № 707
- Медаль «За отвагу» 1999 год